# Vlinder neemt de vlucht
Vlinder neemt de vlucht (Frans: Libellule s'évade) is het eerste album uit de Franco-Belgische strip Guus Slim van Maurice Tillieux. 
Het verhaal werd eerst gepubliceerd in Robbedoes van 20 september 1956 (nummer 860) tot en met 21 maart 1957 (nummer 988), de eerste albumuitgave verscheen in 1959. 
Het is het eerste verhaal in een tweeluik, dat zijn vervolg krijgt in Popaïne en oude kunst. 

## Het verhaal
Als inspecteur Spek gangster Toon Paap, bijgenaamd Vlinder, na acht jaar gevangenis gaat ophalen, wil hij van hem weten waar hij juwelen verstopt heeft. Dan komt er een taxi aan begeleidt worden ze, die door Guus Slim bestuurd wordt. Via een list weet hij met Vlinder te ontsnappen. Hij wil samen met hem de Popaïnehandel bestrijden en ze reizen de gangster Nello Malabarte achterna die vanuit Marseille de boot naar Genua neemt. Inspecteur Spek is ook naar Marseille gereisd en wordt door Guus en Vlinder overvallen en ze steken hem in een zak, die toevallig later op het schip geladen wordt. Spek weet zich te bevrijden en zet de achtervolging in, maar Guus en Vlinder slagen erin om hem voor een gek te laten doorgaan die gevangen genomen wordt. In de jacht op Malabarte wordt Guus overmeesterd en Malabarte laat hem met zijn wagen in het water komen waardoor zijn dood op een ongeluk moet lijken. Echter weet Guus te ontsnappen en wordt hij door Vlinder uit het water gered.  

## Trivia
Om censuur te vermijden werd cocaïne veranderd in popaïne. 